# China Orient Telecommunications Satellite
A China Orient Telecommunications Satellite Co., Ltd. ou China Orient foi uma empresa chinesa, que forneceu comunicações via satélite através de um par de satélites de comunicações em órbita geoestacionária. A China Orient era uma das empresas associadas da China Satcom e chegou a operar um satélite de comunicação, o ChinaStar 1. Ela existiu até janeiro de 2008.
A China Orient em 2008 juntamente com a China Satellite Communications Corporation e a Sino Satellite Communications Company se fundiram para formar uma única operada de satélite, a China Direct Broadcast Satellite Company (China DBSAT).